# 코루시

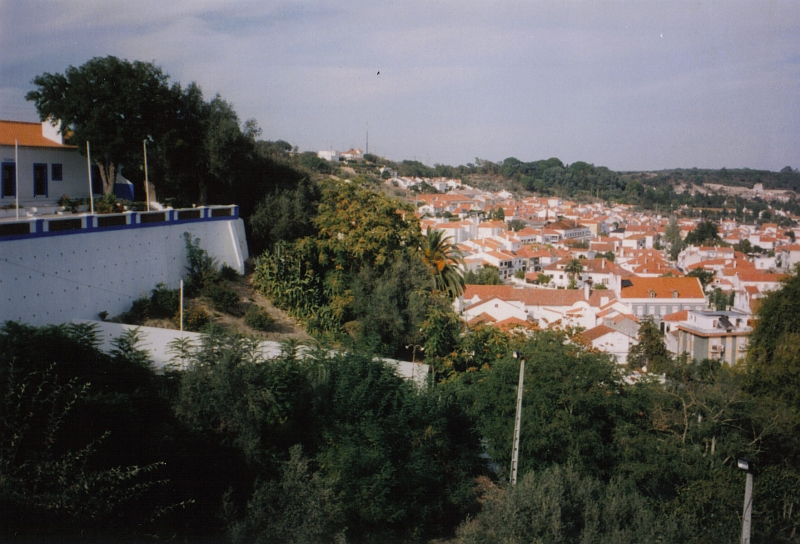
코루시

코루시의 위치

코루시(포르투갈어: Coruche)는 포르투갈 산타렝 현에 위치한 도시로 면적은 1,115.72km2, 인구는 19,944명(2011년 기준), 인구 밀도는 18명/km2이다.

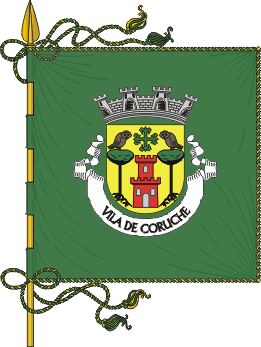
시기
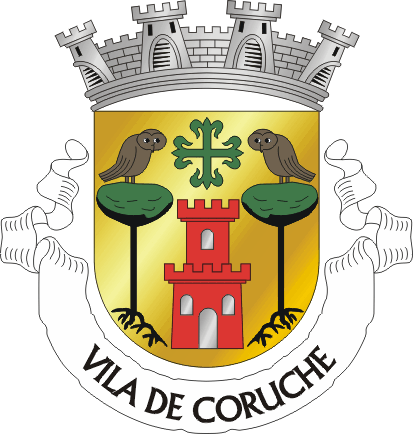
시 문장